# Gyomor-bél hurut
A gyomor-bél hurut  (gasztroenteritisz) olyan kórállapot, amelyet a gyomor-bél rendszer gyulladása (-itisz) jellemez, beleértve a gyomrot (gasztro-) és a vékonybelet (entero-). Ez hasmenéshez, hányáshoz, hasi fájdalomhoz és görcsökhöz vezethet. A gasztroenteritisz magyar neve a gyomor-bél hurut, de használatos a gyomorvírus és a gyomorinfluenza elnevezés is, bár egyáltalán nincs összefüggésben az influenzával.
Világszerte a legtöbb esetet gyermekeknél rotavírus fertőzés okozza. Felnőttek körében a norovírus és a Campylobacter által okozott megbetegedés gyakori. Ritkább esetekben egyéb baktériumok (vagy azok toxinjai), valamint paraziták váltják ki a tüneteket. A kórokozók átvitele nem megfelelően elkészített élelmiszer vagy fertőzött víz fogyasztásával, valamint fertőzött egyénnel való közvetlen érintkezés útján történik.
A kezelés alapja a megfelelő hidratáció (folyadékbevitel). Enyhe és mérsékelt esetekben ez jellemzően szájon át adott folyadékpótló oldat segítségével történik. Súlyosabb esetekben intravénás folyadék adása válhat szükségessé. A gasztroenteritisz elsősorban a gyermekeket és a fejlődő országok lakosságát érinti.

## Tünetek

A Bristol-székletskálán a 7-es típus hasmenést jelöl

A gasztroenteritisz jellemzően hasmenéssel és hányással jelentkezik, vagy ritkább esetekben csak az egyik tünet mutatkozik. Hasi görcsök szintén jelentkezhetnek. Az első tünetek rendszerint 12–72 órával a fertőző ágenssel való érintkezést követően jelentkeznek. Ha a kórokozó vírus, a kóros állapot általában egy héten belül megszűnik. Egyes vírusos megbetegedések lázzal, fáradtsággal, fejfájással és izomfájdalommal társulhatnak. Véres széklet esetén a kórokozó nagyobb valószínűséggel bakteriális, nem pedig vírusos edetű. Egyes bakteriális fertőzések erős hasi fájdalommal járhatnak, és akár több héten át is fennállhatnak.
A rotavírussal fertőzött gyermekek általában 3-8 nap alatt gyógyulnak meg. Szegény országokban azonban a súlyos fertőzések kezelése nem elérhető, és gyakori a tartósan fennálló hasmenés. A hasmenés gyakori szövődménye a kiszáradás, jelentősen kiszáradt gyermeknél elhúzódó kapilláris újratelődés, a bőrturgor csökkenése, és abnormális légzés figyelhető meg. Visszatérő fertőzések jellemzően rossz higiéniai körülmények között és alultápláltság hatására alakulnak ki, és a növekedés lelassulását, valamint a kognitív fejlődés hosszú távú késését okozhatják.
Reaktív artritisz (ízületi gyulladás) jelentkezik a Campylobacter-fajok által okozott fertőzések 1%-ában, illetve a Guillain–Barré-szindrómás betegek 0,1%-ában. Hemolitikus urémiás szindróma (HUS) alakulhat ki a méreganyagot (Shiga toxint) termelő Escherichia colival vagy Shigella-fajokkal való fertőződés következtében, amely alacsony vérlemezkeszámhoz, gyenge veseműködéshez, és a vörösvértestek lebomlása következtében kialakuló alacsony vörösvértestszámhoz vezethet. A HUS kialakulására a gyermekek nagyobb hajlamot mutatnak, mint a felnőttek. Egyes vírusos fertőzések jóindulatú lefolyású csecsemőkori epilepsziás rohamokat okozhatnak.

## Kiváltó okai
A gyomor-bél hurut elsődleges kiváltó okai vírusok (különösen a rotavírus) és baktériumok (Escherichia coli és Campylobacter-fajok). Ugyanakkor sok más fertőző ágens is e kórkép kialakulását okozhatja. Időnként nem fertőző okok is megfigyelhetőek, de ezek valószínűsége jóval kisebb, mint a bakteriális és virusos eredetű fertőzéseknél. Az immunitás (védettség) hiánya és a viszonylag rossz higiéniai körülmények miatt gyermekeknél nagyobb a fertőzés veszélye.

### Vírusos
A következő vírusok okoznak leggyakrabban gasztroenteritiszt: rotavírus, norovírus, adenovírus és asztrovírus. Gyermekeknél a gyomor-bél hurut leggyakoribb kórokozója a rotavírus, amelynek az előfordulása a fejlett és fejlődő országokban hasonló gyakoriságot mutat. A gyermekkorban jelentkező fertőző hasmenéses epizódok kialakulásáért 70%-ban vírusok a felelősek. A szerzett immunitásnak köszönhetően a rotavírus felnőtteknél ritkábban váltja ki ezt a megbetegedést.
Az amerikai felnőtt lakosság körében a gasztroenteritisz vezető oka a norovírus, amely a járványok több mint 90%-áért felelős. Ezek a lokalizált járványok jellemzően akkor jelentkeznek, amikor emberek csoportjai egymás fizikai közelségében tartózkodnak, például luxushajókon, kórházakban vagy éttermekben. A hasmenés megszűnését követően a betegek továbbra is fertőzőek maradhatnak. Gyermekeknél az esetek körülbelül 10%-áért felelős a norovírus.

### Bakteriális

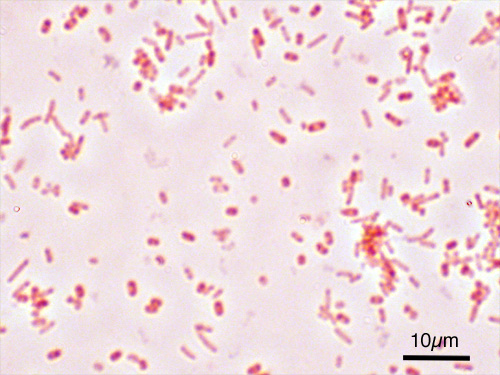
Salmonella enterica ssp. enterica typhimurium szerotípusa (ATCC 14028) 1000-szeres nagyítása mikroszkóppal Gram-festést követően.

A fejlett országokban a bakteriális gasztroenteritisz elsődleges oka a Campylobacter jejuni, és ezeknek az eseteknek a fele baromfival való érintkezéssel van összefüggésben. Gyermekeknél az esetek kb. 15%-a tudható be baktériumoknak; a leggyakoribb fajok az Escherichia coli, a Salmonella, a Shigella és a Campylobacter. Amikor az élelmiszer baktériumokkal szennyeződik és több órán keresztül szobahőmérsékleten marad, a baktériumok elszaporodnak és az élelmiszert elfogyasztóknál nő a fertőzés kockázata. A megbetegedéssel gyakran összefüggésbe hozott ételek többek között: nem kellően átfőtt vagy nyers húsok és tojás, nyers csírák, nem pasztőrözött tej és lágy sajtok, valamint gyümölcs- és zöldséglevek. A fejlődő országokban (különösen Fekete-Afrikában és Ázsiában) a gasztroenteritisz gyakori okozója a kolera. Ez a fertőzés rendszerint szennyezett víz és élelmiszer útján terjed.
A méregtermelő Clostridioides difficile gyakori okozója a hasmenésnek, ami az időseknél gyakrabban jelentkezik. A csecsemők tünetmentesen hordozhatják ezeket a baktériumokat. Ez a kórházban ápolt betegeknél jelentkező hasmenés gyakori okozója, amelyet gyakran hoznak összefüggésbe antibiotikum terápiával. A Staphylococcus aureus által okozott hasmenés az antibiotikummal kezelt egyéneknél szintén jelentkezhet. Az úgynevezett „utazók hasmenése” rendszerint a bakteriális gasztroenteritisz egyik típusa. Megfigyelték, hogy a savcsökkentő gyógyszerek alkalmazása bizonyos mikroorganizmusokkal (Clostridium difficile, Salmonella- és Campylobacter-fajokkal) való érintkezést követően növeli a jelentős fertőzés kockázatát. Ennek a veszélye nagyobb azoknál, akik nem H2-antagonistákat, hanem protonpumpagátló gyógyszereket szednek.

### Parazitás
Számos állati egysejtű okozhat gasztroenteritiszt, így leggyakrabban a Giardia lamblia, de Entamoeba histolytica és Cryptosporidium-fajok jelenlétét szintén kimutatták. E kórokozók csoportja a gyermekeknél tapasztalt esetek körülbelül 10%-ának áll a hátterében. A Giardia gyakrabban mutatkozik a fejlődő országokban, ugyanakkor bizonyos mértékig szinte mindenhol okozhatja ez a kórokozó a megbetegedés kialakulását. Gyakrabban jelentkezik olyan személyeknél, akik olyan helyeken jártak, ahol a kórokozó gyakrabban fordul elő, továbbá szintén gyakoribb napközibe járó gyermekeknél, aktív nemi életet élő homoszexuális férfiak körében, és katasztrófákat követően.

### Terjedés
A fertőzés terjedése szennyezett víz fogyasztása és személyes tárgyak közös használata útján történhet. Azokon a helyeken, ahol nedves és száraz évszakok váltakoznak, a nedves évszak alatt jellemzően romlik a víz minősége, amely összefüggést mutat a járványok kirobbanásának idejével. A mérsékelt övi területeken a fertőzés gyakoribb télen. A csecsemők nem megfelelő tisztaságú cumisüvegből való táplálása világviszonylatban is jelentős oknak tekinthető. A terjedés mértéke szintén összefügg a rossz higiéniai körülményekkel (különösen gyermekek körében), a zsúfolt háztartásokkal, és a már fennálló alultápláltsági állapottal. Tolerancia kialakulását követően a felnőttek a mikroorganizmusokat tünetmentesen hordozhatják, és így természetes rezervoárként viselkedhetnek. Míg egyes kórokozók (mint például a Shigella) kizárólag főemlősökben fordulnak elő, a többi kórokozó (mint például a Giardia) számos állatfajban megjelenhet.

### Nem fertőző
A gyomor-bél rendszer gyulladásának számos nem fertőző oka lehet. A leggyakoribb okok között szerepelnek egyes gyógyszerek (például a nem szteroid gyulladásgátlók), bizonyos élelmiszerek (például laktózérzékenyek körében a laktóz, cöliákiában szenvedők körében pedig a glutén). A Crohn-betegség a (gyakran súlyos) gasztroenteritisz szintén nem fertőző forrása. A betegség méreganyagok által másodlagosan is kialakulhat. Hányingerrel, hányással és hasmenéssel járó, élelmiszerrel kapcsolatos megbetegedés többek között a fertőzött ragadozó halak fogyasztását követően kialakuló ciguatera mérgezés, egyes romlott halak fogyasztásával összefüggő scombroid, többek között gömbhalak fogyasztásának betudható tetrodotoxin mérgezés, és a nem megfelelően tartósított élelmiszer miatt kialakuló botulizmus.

## Patofiziológia
A gasztroenteritiszt a vékonybél vagy a vastagbél fertőzése következtében kialakuló hányásként és hasmenésként definiálják. A vékonybélben végbemenő változások jellemzően nem gyulladásos jellegűek, míg a vastagbélben a gyulladás jeleit mutatják. Fertőzés kiváltásához szükséges kórokozók száma változó. Lehet, hogy már egy is elegendő (pl. Cryptosporidium), de akár 108 is lehet a betegség előidézéséhez szükséges kórokozók száma (pl. Vibrio cholerae).

## Diagnózis
A gasztroenteritisz diagnosztizálása jellemzően klinikai tüneteken alapul. A kiváltó ok pontos meghatározása általában nem szükséges, mivel ez nem befolyásolja a betegség kezelését. Ugyanakkor széklettenyésztés szükséges azoknak a betegeknek az esetében, akiknek véres a székletük, akiknél ételmérgezés gyanúja áll fenn, és azok esetében, akik a közelmúltban fejlődő országban jártak. Megfigyelés céljából diagnosztikai vizsgálatok is elvégezhetőek. Mivel hipoglikémia (alacsony vércukorszint) a csecsemők és kisgyermekek kb. 10%-ában jelentkezik, ebben a populációban javasolt a szérumban levő glükózszint mérése. Aggasztó mértékű kiszáradás esetén az elektrolitok és a veseműködés mérése szintén indokolt.

### Kiszáradás
A klinikai értékelés fontos részét képezi a kiszáradás mértékének meghatározása. Jellemzően enyhe (3–5%), mérsékelt (6–9%) és súlyos (≥10%) kiszáradást különböztetünk meg. Gyermekeknél a mérsékelt vagy súlyos kiszáradás legpontosabb jelei az elhúzódó kapilláris újratelődés, a bőrturgor csökkenése és az abnormális légzés. Együttes fellépés során további hasznosnak ítélt lelet a beesett szem, a csökkent aktivitás, a könnyezés hiánya és a szájszárazság. A normális vizeletelválasztás és folyadékbevitel megnyugvásra adhat okot. A laboratóriumi vizsgálatok nem játszanak nagy szerepet a kiszáradás mértékének meghatározásában.

### Differenciáldiagnózis
A gasztroenteritisz diagnosztizálása során az alábbi, a gasztroenteritisz tüneteihez megtévesztően hasonló lehetséges okok kizárása szükséges: vakbélgyulladás, bélcsavarodás, gyulladásos bélbetegség, húgyúti fertőzés és cukorbetegség. Hasnyálmirigy-elégtelenség, rövidbél-szindróma, Whipple-kór, cöliákia betegség és hashajtókkal való visszaélés lehetőségével szintén számolni kell. A differenciáldiagnózist megnehezítheti, ha a betegnél csak hányás vagy csak hasmenés jelentkezik (nem pedig mindkettő).
Az esetek legfeljebb 33%-ában a vakbélgyulladás hányással, hasi fájdalommal és kismértékű hasmenéssel jelentkezhet. Ezzel ellentétben gasztroenteritisz esetén nagymértékű hasmenés figyelhető meg. Gyermekeknél a tüdő vagy a húgyutak gyulladása szintén hányáshoz vagy hasmenéshez vezethet. A klasszikus diabetikus ketoacidózis (DKA) hasi fájdalommal, hányingerrel, hányással, ugyanakkor hasmenés nélkül jelentkezik. Egy tanulmány kimutatta, hogy a DKA-ban szenvedő gyerekek 17%-ánál eredetileg gasztroenteritisz volt a diagnózis.

## Megelőzés

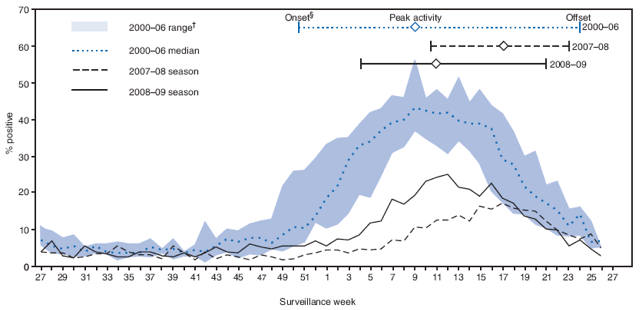
Pozitív eredményű rotavírus vizsgálatok százalékos megoszlása a megfigyelési időszak heti bontásában, Egyesült Államok, 2000. július – 2009. június.

### Életmód
A fertőzések arányának és a klinikailag jelentős gasztroenteritisz előfordulásának csökkentésében jelentős szerepet játszik a tiszta ivóvízhez való könnyű hozzáférés és a megfelelő tisztasági eljárások. Személyi higiéniai intézkedések (mint pl. a gyakori kézmosás) a fejlődő és a fejlett országokban egyaránt a gasztroenteritisz előfordulásának akár 30%-os csökkenését eredményezték. Alkohol alapú kézfertőtlenítő gélek szintén hatásosak lehetnek. Fontos a szoptatás is, különösen rossz higiéniai körülmények között, mint ahogy a higiénia általános javítása is kulcsfontosságú. Az anyatej a fertőzések gyakoriságát és időtartamát egyaránt csökkenti. Fertőzött élelmiszer és ital elkerülése szintén hatásos.

### Védőoltás
2009-ben az Egészségügyi Világszervezet (WHO) gyermekek esetében a rotavírus védőoltás egész világra kiterjedő alkalmazását javasolta annak hatékonysága és biztonságossága miatt. Két rotavírus oltóanyag kapható kereskedelmi forgalomban, és további oltóanyagok állnak fejlesztés alatt. Afrikában és Ázsiában ezek az oltóanyagok csecsemőknél visszaszorították a súlyos megbetegedés kialakulását, valamint azon országok, amelyek országos immunizációs programot vezettek be, a betegség előfordulásának és súlyosságának csökkenését tapasztalták. Ez az oltóanyag az oltásban nem részesült gyermekeknél is megelőzheti a betegség kialakulását a keringő fertőzések számának csökkentése révén. 2000. óta a rotavírus immunizációs program bevezetésének eredményeként a hasmenéses esetek jelentős (akár 80%-os) csökkenése volt megfigyelhető az Egyesült Államokban. Az oltóanyag első adagját 6-15 hetes csecsemőknek kell beadni. A szájon át adott kolera elleni oltóanyag 50-60%-kal hatásosabbnak bizonyult 2 éves kor felett.

## Kezelés
A gyomor-bél hurut általában heveny és magától gyógyuló betegség, amely nem igényel gyógyszeres beavatkozást. Enyhe és mérsékelt kiszáradás esetén előnyben részesített kezelés a szájon át történő folyadékpótló terápia. Ugyanakkor egyes gyermekek esetén a metoklopramid és/vagy az ondanszetron hatékonynak bizonyulhat a hányás mérséklésére, a butilszkopolamin pedig a hasi fájdalom kezelésében lehet hatásos.

### Folyadékpótlás
A gasztroenteritisz elsődleges kezelése a folyadékpótlás, gyerekeknél és felnőtteknél egyaránt. Ezt inkább szájon át történő folyadékpótló kezelés révén érik el, ugyanakkor csökkent tudatállapot vagy súlyos kiszáradás esetén intravénás folyadékpótlás válhat szükségessé. Komplex szénhidrátokból (búzából vagy rizsből) álló, szájon át adható termékekkel a kezelés hatásosabb lehet, mint az egyszerű cukrokat tartalmazó szereken alapuló kezelések. Egyszerű cukrokat magas koncentrációban tartalmazó ital (például üdítőital és gyümölcslé) fogyasztása 5 éves kor alatti gyermekek esetén nem ajánlott, mivel ezek fokozhatják a hasmenést. Sima víz használata akkor ajánlott, ha a specifikus és hatásos folyadékpótló terápia nem áll rendelkezésre, vagy a folyadékpótló kellemetlen íze megakadályozza a beteget a lenyelésben. Indokolt esetekben fiatal gyerekeknél folyadék adásához orr-gyomor szondát lehet alkalmazni.

### Étrend
Szoptatott csecsemők szokásos módon való szoptatásának folytatása, míg a korábban tápszerrel táplált csecsemők tápszeres táplálásának folytatása javasolt közvetlenül a szájon át történő folyadékpótló kezelést követően. Laktózmentes vagy laktózban szegény tápszer használata általában nem szükséges. A hasmenéses epizódok alatt a gyerek normális étrendjének folytatása ajánlott, leszámítva az egyszerű cukorban gazdag ételek mellőzését. A BRAT-diéta (banán, rizs, almaszósz, pirítós és tea) már nem ajánlott, mivel nem tartalmaz elegendő tápanyagot, és semmivel sem előnyösebb a normális táplálásnál. Egyes probiotikumok a megbetegedés időtartamának lerövidítésében és a székelési epizódok csökkentésében is hatékonynak mutatkoztak, és az antibiotikum által okozott hasmenés megelőzésében és kezelésében szintén hatásosak lehetnek. Az erjesztett tejtermékek fogyasztása (pl. joghurt) hasonlóképpen kedvező hatású lehet. A cink pótlása a fejlődő országokban élő gyerekek körében a hasmenés kezelésében és megelőzésében egyaránt hatásosnak bizonyul.

### Hányáscsillapító gyógyszerek
A hányásgátló gyógyszer gyermekeknél hatásos lehet a hányás kezelésében. Az ondanszetron egyetlen adagjának a hatására az érintett személy számára kevesebb intravénás folyadék szükséges, ritkábban van szükség kórházi ellátásra, és a hányás mérséklődik. A metoklopramid szintén hatásos lehet. Ugyanakkor az ondanszetron használata gyerekeknél összefüggést mutathat a kórházba való visszatérés gyakoriságának a növekedésével. Az ondanszetron intravénás készítménye szájon át is adható, amennyiben klinikailag indokolt. A dimenhidrinátnak a hányás mérséklése mellett nincs más klinikailag kedvező hatása.

### Antibiotikumok
Antibiotikumokat általában nem alkalmaznak gasztroenteritisz kezelésében, ugyanakkor egyes esetekben ajánlott az adásuk – különösen súlyos tünetek és az antibiotikumos kezelésre fogékony baktériumok kimutatása vagy feltételezése esetén. Az antibiotikumok használata során a fluorokinolokkal szemben tanusított magas rezisztencia miatt makrolidek (pl. azitromicin) alkalmazása javasolt. A rendszerint antibiotikumok által okozott álhártyás bélgyulladás kezelése a kórállapotot kiváltó gyógyszer felfüggesztésével és metronidazol- vagy vankomicinkezeléssel történik. A kezeléssel befolyásolható baktériumok és protozoák közé a Shigella (sigellózis), a Salmonella typhi, és a Giardia-fajok tartoznak. A Giardia-fajok vagy az Entamoeba histolytica által okozott fertőzés kezelése során a tinidazolt előnyben kell részesíteni a metronidazolkezeléssel szemben. Az Egészségügyi Világszervezet (WHO) ajánlása szerint antibiotikumok használata olyan kisgyermekek esetén javasolt, akiknél véres hasmenés és láz egyaránt fennáll.

### Bélmozgást csökkentő szerek
A bélmozgást csökkentő gyógyszerek esetén elméletileg fennáll a szövődmények kialakulásának veszélye, és bár a klinikai gyakorlatban ennek alacsony a valószínűsége, e szerek használata nem ajánlatos véres hasmenés vagy lázzal társuló hasmenés esetén. A loperamid nevű opioid analógot gyakran használják a hasmenés tüneti kezelésére. A loperamid alkalmazása gyermekeknél nem ajánlott, mivel hatóanyaga átjuthat a fejletlen vér-agy gáton és mérgező hatást fejthet ki. A bizmut-szubszalicilát (amely a háromértékű bizmut és szalicilát oldhatatlan komplexe) alkalmazható az enyhe-mérsékelt esetekben, de fennáll a szalicilátmérgezés elméleti lehetősége.

## Epidemiológia

Hasmenéses megbetegedések következtében egészségkárosodással korrigált életév veszteség 100 000 lakosonként 2004-ben.

Becslések szerint világviszonylatban évente 3-5 milliárd gasztroenteritiszes eset fordul elő, elsősorban a gyermekek és a fejlődő országok érintettek. 2008-ig körülbelül 1,3 millió 5 éves kor alatti gyermek halálát okozta, és a legtöbb haláleset a világ legszegényebb országaiban történt. Több mint 450 ezer halálesetet 5 évesnél fiatalabb gyermek rotavírus fertőzése okozott. A kolera évente kb. 3-5 millió eset kialakulásáért és kb. 100 ezer ember haláláért felelős. A fejlődő országokban gyakori, hogy a 2 évesnél fiatalabb gyermekek évente hat vagy több alkalommal is átesnek a fertőzésen, amely klinikailag jelentős gasztroenteritiszhez vezet. Felnőtteknél kevésbé gyakori, amely részben a védettség kifejlődésének tudható be.
1980-ban a gasztroenteritisz összes fajtája 4,6 millió gyermek életét követelte, aminek többsége a fejlődő országokat sújtotta. A halálozási ráta 2000-ig jelentős csökkenést (évente kb. 1,5 millió halálozás) mutatott, ami nagymértékben a szájon át történő folyadékpótló kezelés bevezetésének és széles körű használatának volt köszönhető. Az USA-ban a gasztroenteritiszt okozó fertőzés (a megfázás után) a második leggyakoribb, és évente 200-375 millió heveny hasmenéses esetet és mintegy 10 ezer ember, ebből 150-300 esetben 5 évesnél fiatalabb gyermek halálát okozza.
Európai viszonyok közt, így Magyarországon is a bölcsõdés, óvodás korosztályban 0,08 eset/gyerek/hó a várható előfordulási arány, közülük átlagban 10% igényel kórházi kezelést.

### Magyarországi gyakorisága
Magyarországon az Országos Epidemiológiai Központ előzetes jelentése alapján 2011-ben 52 850 enterális (az emésztőrendszert érintő) fertőző megbetegedést jelentettek, 7,1%-kal többet, mint az előző évben (49 340). Az enterális bakteriális fertőző megbetegedések 98,5%-át a campylobacteriosis és a salmonellosis tette ki. A regisztrált gastroenteritisek háromnegyede enteritis infectiosa megnevezéssel maradt a nyilvántartásban (39 985). A fertőzés következtében nyolcvanhat beteg meghalt (79 fő C. difficile, egy beteg rotavírus, a többi ismeretlen kórokozó által okozott tünetek következtében). A meghaltak közül 2 fő 0 éves, 6 fő 30–59 éves, 79 fő pedig 60 éven felüli volt.

## Történet
A „gasztroenteritisz” kifejezést első ízben 1825-ben használták. Ezt megelőzően hastífusz, epemirigykór (Cholera morbus), vagy ritkább esetekben bélcsorgás, csömör, hasmenés, kólika vagy bélpanasz néven, vagy a hasmenés bármelyik archaikus nevén volt ismert.

## Társadalom és kultúra
A gasztroenteritisz a hétköznapi szóhasználatban sok megnevezéshez köthető, így többek között a Montezuma bosszúja, Delhi belly (Delhi pocak), la turista vagy back door sprint (“sprint a hátsó bejáraton”) néven is ismert. Sok hadjárat során játszott szerepet, és a hiedelem szerint a „no guts no glory” („belek nélkül nincs dicsőség”) mondás is innen származik.
Gastroenteritis miatt évente 3,7 millió esetben fordulnak orvoshoz az Amerikai Egyesült Államokban, míg Franciaországban ez a szám évi 3 millió. Becslések szerint az Egyesült Államokban évente összesen 23 milliárd dollárt költenek a gasztroenteritisz kezelésére, míg ez az összeg kizárólag a rotavírus esetén 1 milliárd dollár körül mozog.

## Kutatás
Számos gasztroenteritisz elleni oltóanyag áll fejlesztés alatt, például a Shigella és az enterotoxigén Escherichia coli (ETEC) elleni oltóanyagok, amely ágensek világviszonylatban a gasztroenteritisz két vezető bakteriális kórokozójának számítanak.

## Állatok esetében
Macskánál és kutyánál sok, a humán ágenssel megegyező kórokozó okoz gasztroenteritiszt. A leggyakoribb mikroorganizmus a Campylobacter, a Clostridium difficile, a Clostridium perfringens és a Salmonella. Számos mérgező növény szintén tüneteket válthat ki. Egyes kórokozók specifikusabbak bizonyos fajokra. A fertőző gasztroenteritisz koronavírus (TGEV) sertésnél jelentkezik hányást, hasmenést és kiszáradást okozva. Feltételezik, hogy vadon élő madarakról terjed át sertésekre, és specifikus kezelés jelenleg nem áll rendelkezésre. Emberre nem fertőző.

## Fordítás
Ez a szócikk részben vagy egészben  a   Gastroenteritis című angol Wikipédia-szócikk ezen változatának fordításán alapul.  Az eredeti cikk szerkesztőit annak laptörténete sorolja fel. Ez a jelzés csupán a megfogalmazás eredetét és a szerzői jogokat jelzi, nem szolgál a cikkben szereplő információk forrásmegjelöléseként.